# Bobley Anderson
Bobley Anderson Allègne, conocido como 'Bobley Anderson', nació en Costa de Marfil, el  3 de marzo de 1992) es un futbolista costamarfileño, en el terreno de juego ocupa la posición de centrocampista. Actualmente se encuentra sin equipo.

## Trayectoria

### AFAD Djékanou
Formado en la AFAD Djékanou, se unió al equipo en 2010 con sólo 18 años. Con este club, terminó segundo en Costa de Marfil en 2011 siendo nombrado mejor jugador del campeonato costamarfileño y participó en la Liga de Campeones de la CAF en 2012.

### Wydad Casablanca
En junio de 2012 , el club marroquí Wydad Casablanca llegó a un acuerdo con el AFAD Djékanou para el traspaso del jugador de 20 años. Bobley Anderson luego firmó un contrato de 5 años con el Wydad Casablanca.

### Málaga C.F.
En julio de 2013, ficha por el Málaga C.F., con un contrato que le une a la entidad hasta la temporada 2017/18 siendo una de las promesas más importantes del fútbol marfileño.
En el amistoso que enfrentó al Málaga CF contra el Galatasaray turco, el marfileño marcó su primer gol como jugador del equipo blanquiazul.

### Zulte Waregem
En diciembre de 2013 el jugador fue cedido al SV Zulte Waregem de la liga belga.

### Agrupación Deportiva Alcorcón
En septiembre de 2014, Anderson llegó a la A.D. Alcorcón en calidad de cedido por el Málaga C.F. tras negociaciones entre ambos clubes.

### LB Châteauroux
El 26 de agosto de 2015 firma con el LB Châteauroux francés por una temporada.

## Selección nacional
Se unió a la selección Olímpica de Costa de Marfil de fútbol en enero de 2012 para un partido amistoso contra Nigeria.

## Clubes
| Club             | País            | Año         | Partidos | Goles |
| ---------------- | --------------- | ----------- | -------- | ----- |
| AFAD Djékanou    | Costa de Marfil | 2011 - 2012 | 4        | 1     |
| WAC Casablanca   | Marruecos       | 2012 - 2013 | 24       | 3     |
| Málaga CF        | España          | 2013 - 2015 | 6        | 0     |
| SV Zulte Waregem | Bélgica         | 2014        | 5        | 0     |
| A.D. Alcorcón    | España          | 2014-2015   | 17       | 1     |
| LB Châteauroux   | Francia         | 2015-2016   | 1        | 1     |

## Palmarés

### Distinciones individuales
| Distinción                                      | Año  |
| ----------------------------------------------- | ---- |
| Mejor jugador del campeonato de Costa de Marfil | 2011 |

- Datos: Q2908064